# Leptomyrmex erythrocephalus
Leptomyrmex erythrocephalus é uma espécie de formiga do gênero Leptomyrmex.